# L 29
El Carro Veloce 29 o CV 29, reanomenat l'any 1938 com a Carro Armato Leggero 29 o L 29, va ser la primera tanqueta muntada al Regne d'Itàlia, l'any 1929. A causa de les necessitats del Regio Esercito, que preveia una guerra als Alps, la doctrina de tancs italiana es va centrar en l'ús de tancs capaços de moure's bé a alta muntanya.
Els tancs prèviament desenvolupats, com el Fiat 3000, van resultar ser massa pesants. Per això una delegació comercial va adquirir diferents unitats del model de tanqueta britànica Carden-Loyd Mk VI, i una part van ser fabricats localment. Aquesta experiència va servir de base pel desenvolupament d'un blindat propi: el Carro Veloce 33. Juntament amb el Carro Veloce 35, aquestes tanquetes serien el principal vehicle blindat italià fins al començament de la Segona Guerra Mundial.
De les 25 unitats que van adquirir, 4 van ser muntades a Itàlia i rearmades amb una metralladora pròpia, la Fiat-Revelli M1914. El seu ús es va limitar a entrenament i experimentació fins a l'any 1940, quan es van retirar de servei sense haver estat mai utilitzades en combat.